# Johannes und die 13 Schönheitsköniginnen
Johannes und die 13 Schönheitsköniginnen ist deutscher Revuefilm aus dem Jahre 1951 von Alfred Stöger mit Rudolf Prack und Sonja Ziemann in den Hauptrollen.

## Handlung
Der Herausgeber eines großen Zeitungsmagazins hat eine Leserumfrage gestartet, in deren Rahmen 13 besonders attraktive Frauen ermittelt werden sollen. Mit diesen attraktiven jungen Frauen soll sich Johannes „Jean“ Burghoff nach Nizza begeben, wo der Schönheitswettbewerb um den Titel einer „Miss Europa“ abgehalten werden soll. Da 13 begehrte Frauen von einem Mann im Schlafwagenexpress allein kaum zu bändigen sind, lässt Jean sich von seinem besten Kumpel Johannes „Jonny“ Klettke begleiten. Auf dem Weg an die Côte d’Azur haben die beiden alle Hände voll zu tun, dass sämtliche Damen mit ihren ausgewiesenen Marotten unbeschadet ankommen. Auch die Anwesenheit der resoluten Dolmetscherin Grete Patschke und der Zigarettenverkäuferin Wally macht die Anreise nicht eben einfacher. Am Ende gibt es beim flirrenden Karneval in Nizza gleich drei Happy Ends für drei Paare, die sich vor Ort finden.

## Produktionsnotizen
Johannes und die 13 Schönheitsköniginnen entstand zwischen dem 20. März und dem 8. Mai 1951 im Filmatelier Berlin-Tempelhof sowie mit Außendrehs in Nizza, Cannes, Riviera, Garmisch-Partenkirchen und auf der Zugspitze. Die Uraufführung fand am 26. September 1951 im Münchner Luitpold-Kino statt, die Berliner Premiere war am 6. November desselben Jahres.
Produzent Kurt Ulrich übernahm auch die Produktionsleitung. Gabriel Pellon entwarf die von Peter Schlewski ausgeführten Filmbauten, Walter Kraatz die Kostüme. Heinz Willeg und Walter Dettmann waren die Aufnahmeleiter, Arthur Grimm einfacher Kameramann.

## Musik und Tanz
Es tanzte das Festival-Ballett London, das Ballett Nizza, Dolin und Partnerin, Tom Arnolds Eisschau London. Es sangen das Sunshine-Quartett, die Schöneberger Sängerknaben und das Lucas-Trio. Gerhard Gregor spielte auf der Hammond-Orgel, ferner wirkten mit die Kapellen Kurt Widmann und Egon Kaiser.

## Wissenswertes
Sonja Ziemann und Rudolf Prack hatten im Vorjahr 1950 mit dem Heimatfilmklassiker Schwarzwaldmädel ihren großen Durchbruch als Liebespaar des deutschen Films (Branchenschnack „Zieprack“) erlebt und wurden daraufhin in den Folgejahren wie hier mehrfach vor der Kamera wiedervereint. Dennoch konnte Johannes und die 13 Schönheitsköniginnen nicht einmal ansatzweise an den Kassenerfolg von Schwarzwaldmädel anschließen.

## Kritiken
Der Spiegel schrieb: “Drehbuch-Serienfabrikant Bobby E. Lüthge gruppierte um ein Nichts von Handlung und das Starquartett (Sonja Ziemann, Rudolf Prack, Hans Richter, Walter Müller) aus seinem „Schwarzwaldmädel“ dreizehn Schönheitsköniginnen vor die Postkarten-Kulisse der Riviera. Hans Richter und Grethe Weiser sorgen routiniert für Gag-Einlagen in der wenig einfallsreichen Film-Misswahl.”
Im Lexikon des Internationalen Films heißt es: „Stupider Revuefilm … handwerklich schwach und krampfhaft komisch.“